# Ed Greenwood

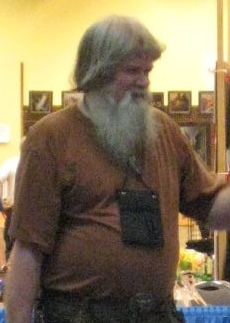
Ed Greenwood

Ed Greenwood (nascido em 21 de julho de 1959) é um escritor de origem canadense e criador do mundo de fantasia de RPG Forgotten Realms.
Ed Greenwood cresceu no subúrbio de Toronto de Don Mills. Ele e Jeff Grubb escreveram juntos o Forgotten Realms Campaign Set em 1987, para a TSR – embora Greenwood estivesse usando Forgotten Realms para seu Dungeons & Dragons desde 1975. O mundo derivado tornou-se um sucesso e Greenwood esteve envolvido com todas as encarnações subsequentes de Forgotten Realms em D&D. Segundo Greenwood, o desejo de seus jogadores por mais detalhes levou ao desenvolvimento do cenário de Forgotten Realms: "Eles queriam que parecesse real, com atividades cotidianas e pessoais, até que a campanha se tornasse muito mais do que algo casual". O personagem mais duradouro de Greenwood neste universo é o mago Elminster, o qual ele representou (a pedido da TSR, Inc.) por vários anos em convenções e como participante em eventos de RPG ao vivo.
Desde o lançamento de Forgotten Realms, Greenwood publicou muitos romances ali ambientados, abaixo relacionados. Ele mantém alguns direitos sobre sua criação, mas é basicamente um autor freelance.

## Obras
- Shandril's Saga
  - Spellfire (1988);
  - Crown of Fire (1994);
  - Hand of Fire (2002)
- The Elminster Series
  - Elminster: The Making of a Mage (1994);
  - Elminster In Myth Drannor (1997);
  - The Temptation of Elminster (1998);
  - Elminster In Hell (2001);
  - Elminster's Daughter (2004)
- The Shadow of the Avatar Trilogy
  - Shadows of Doom (1995);
  - Cloak of Shadows (1995);
  - All Shadows Fled (1995)
- The Cormyr Saga
  - Cormyr: A Novel (1996);
  - Death of the Dragon (2000)
- The Harpers
  - Crown of Fire (see above);
  - Stormlight (1996)
- Double Diamond Triangle Saga
  - The Mercenaries (1998);
  - The Diamond (1998)
- Sembia
  - "The Burning Chalice" - The Halls of Stormweather: A Novel In Seven Parts (2000)
- The Knights of Myth Drannor Trilogy
  - Swords of Eveningstar (2006);
  - Swords of Dragonfire (Agosto de 2007);
- Outros títulos:
  - Silverfall: Stories of the Seven Sisters (1999)

### Antologias
- "Elminster at the Mage Fair" - Realms of Valor (1993);
- "So High A Price" - Realms of Infamy (1994);
- "The Eye of the Dragon" - Realms of Magic (1995);
- "A Slow Day In Skullport" - Realms of the Underdark (1996);
- "The Whispering Crown" - Realms of the Arcane (1997);
- "The Place Where Guards Snore at their Posts" - Realms of the Deep (2000);
- "When Shadows Come Seeking A Throne" - Realms of Shadow (2002)

### Romances Não-Forgotten Realms
- Band of Four Series
  - The Kingless Land (2000)
  - The Vacant Throne (2001)
  - A Dragon's Ascension (2002)
  - The Dragon's Doom (2003)
  - The Silent House: A Chronicle of Aglirta (2004)
- Falconfar Series
  - Dark Lord (Solaris Books, 2007)